# Fenchel

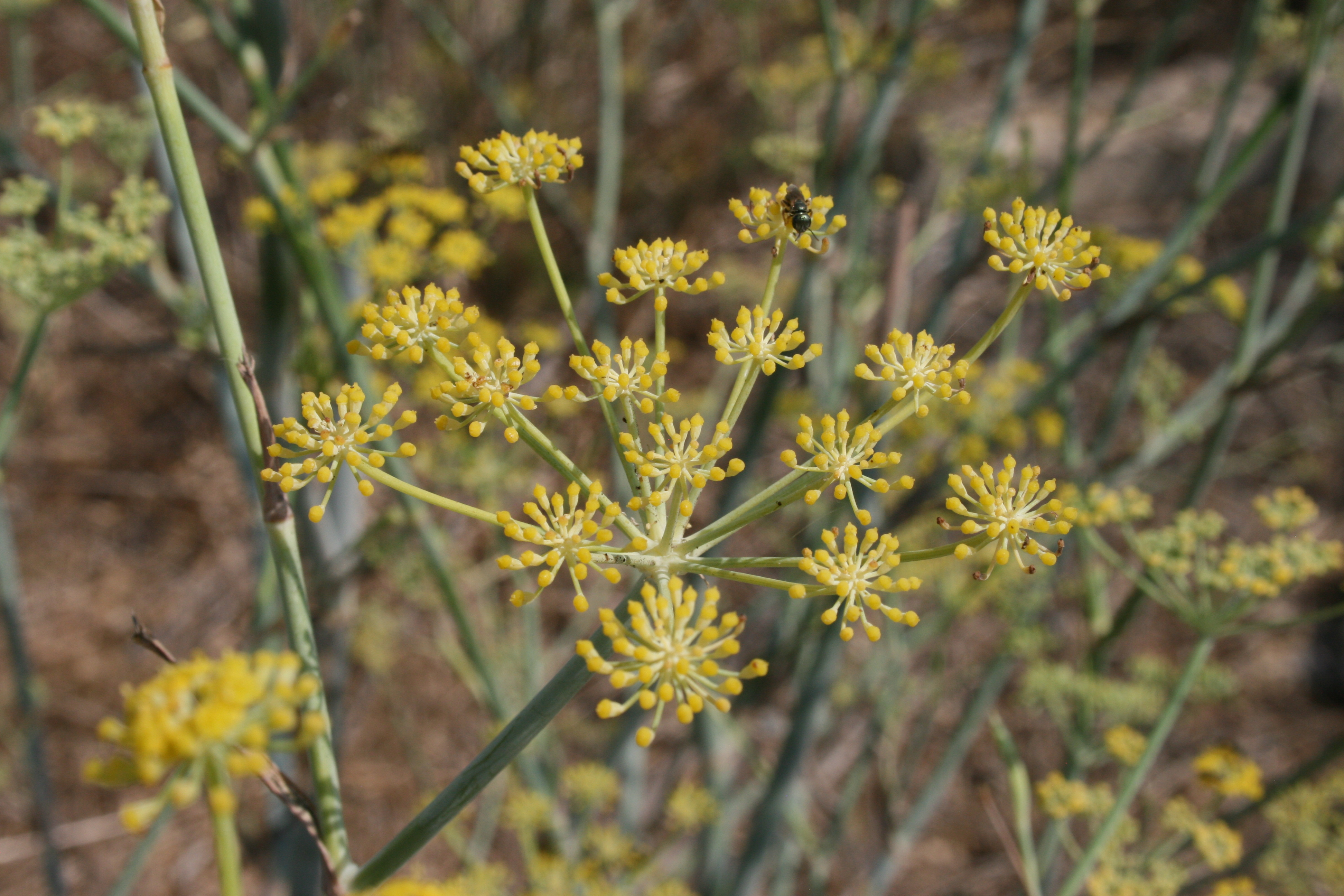
Wilder Fenchel

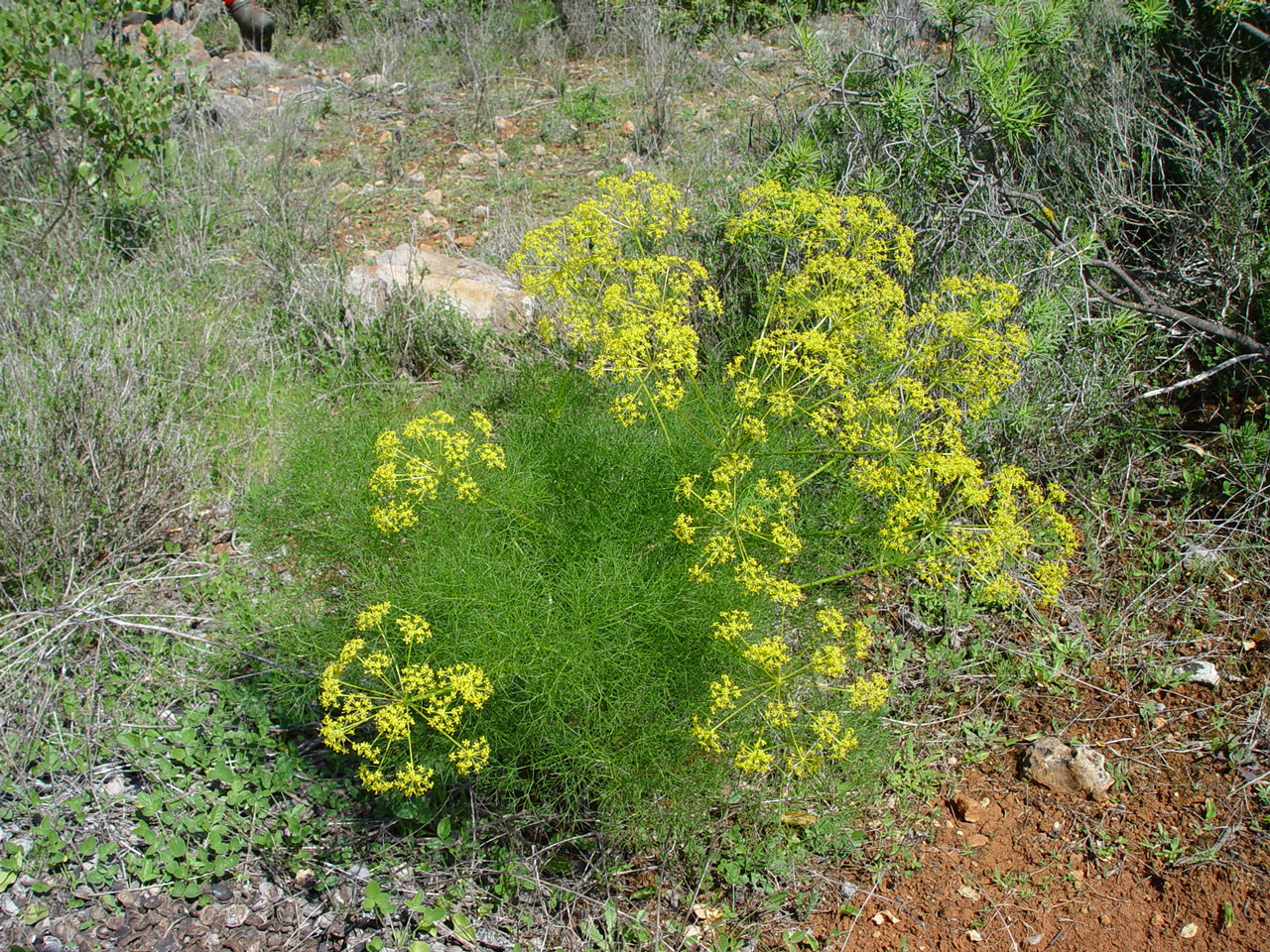
Wildwachsender Fenchel (Foeniculum vulgare), Habitus

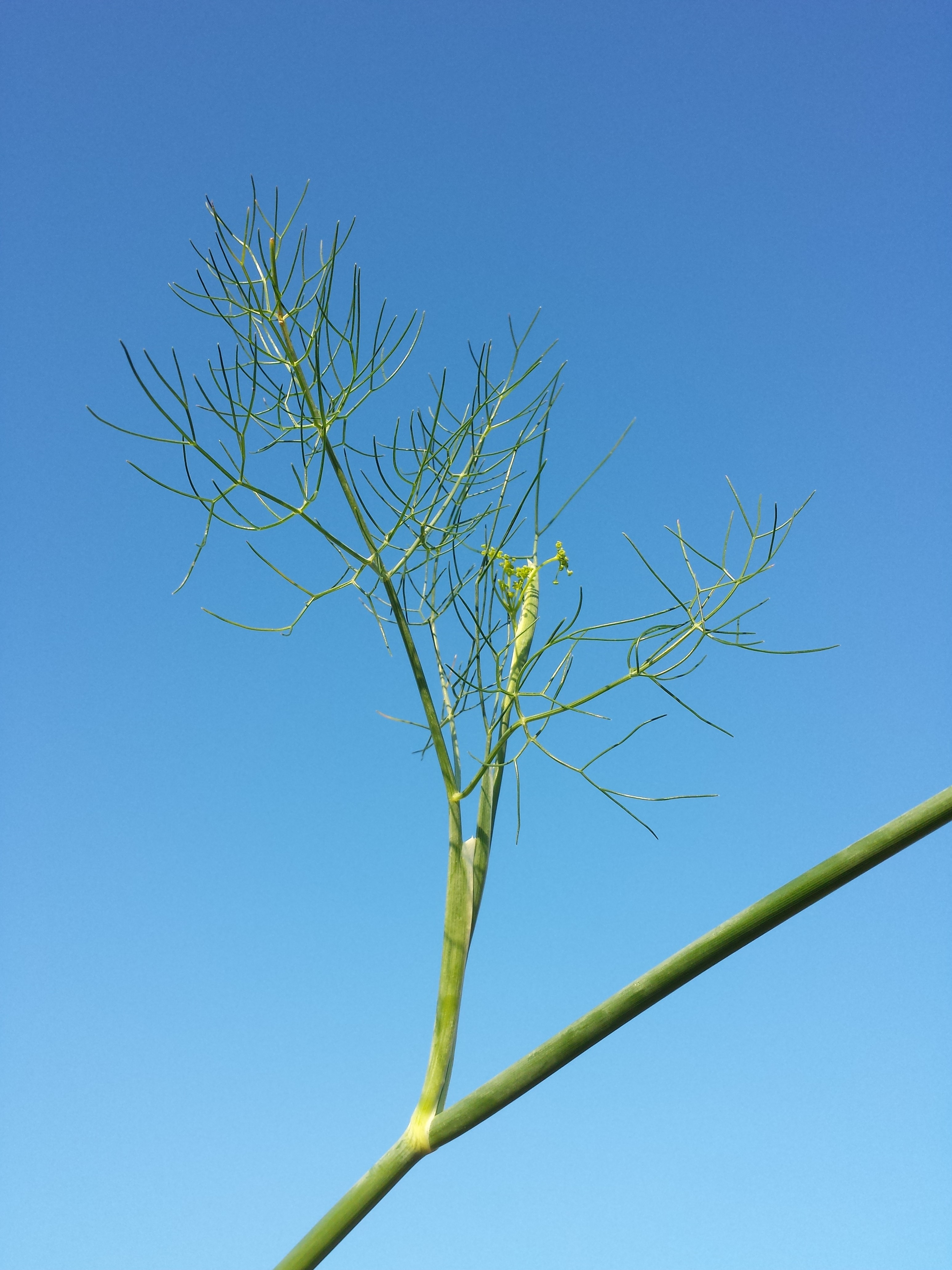
Stängel mit Laubblatt

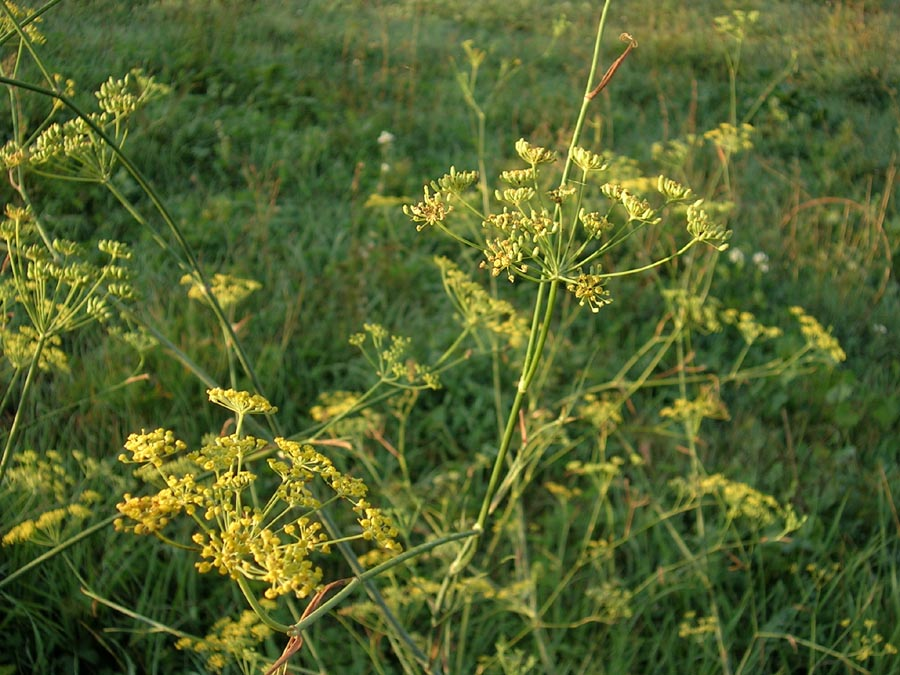
Fenchel (Foeniculum vulgare), Blütenstand

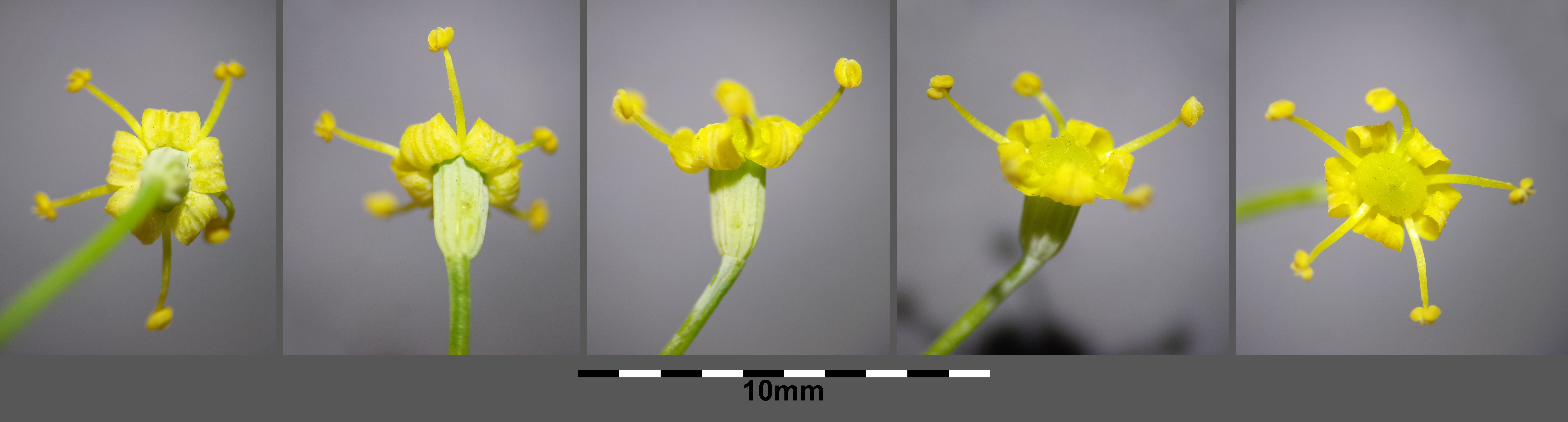
Blüten

Der Fenchel (Foeniculum vulgare) ist eine Pflanzenart der Gattung Foeniculum innerhalb der Familie der Doldenblütler (Apiaceae). Es ist eine heute weltweit verbreitete Gemüse-, Gewürz- und Heilpflanze. Er wurde zur Arzneipflanze des Jahres 2009 gekürt.

## Beschreibung

### Vegetative Merkmale
Der Fenchel ist eine zweijährige bis ausdauernde krautige Pflanze, die Wuchshöhen von 40 bis 200 Zentimetern erreicht und würzig (anisähnlich) riecht. Der stielrunde Stängel ist aufrecht, kahl und bläulich bereift. Die Pflanze bildet bei der Varietät Zwiebelfenchel mit ihren Speicherblättern knollenähnliche Zwiebeln. Die zwei- bis dreifach gefiederten Laubblätter sind haarförmig geschlitzt. Die Blattstiele besitzen 2 bis 2,5 Zentimeter lange, kapuzenförmig geformte Blattscheiden. Die Blattstiele der unteren Blätter sind 5 bis 15 Zentimeter lang; die mittleren und oberen Blätter sind auf den Blattscheiden sitzend.

### Generative Merkmale
Die doppeldoldigen Blütenstände weisen einen Durchmesser von 5 bis 9 (bis 15) Zentimeter auf und enthalten an sehr ungleich langen, 2 bis 25 Zentimeter langen Stielen 4 bis 29 (selten bis zu 40) Döldchen. Die Döldchen enthalten 14 bis 42 kleine Blüten. Hüllen und Hüllchen sind keine vorhanden. Die zwittrigen Blüten sind fünfzählig. Der Kelch besteht aus hinfälligen Kelchzähnen. Die verkehrt-eiförmigen Kronblätter sind gelb, etwa 1 Millimeter lang und an der Spitze mit einem eingerollten Lappen. Es gibt nur einen Kreis mit fünf freien, fertilen Staubblättern. Der Griffel ist sehr kurz. Die Früchte sind mehr oder weniger zylindrisch, 4 bis 10,5 Millimeter lang, 2 bis 3 Millimeter breit und nicht geflügelt mit fünf charakteristischen, breiten, stumpfen Rippen.
Die Chromosomenzahl beträgt 2n = 22.

## Vorkommen
Das ursprüngliche Verbreitungsgebiet des Fenchels umfasst Südeuropa, Nordafrika, Madeira, die Ukraine, Georgien, Pakistan und Westasien. In Großbritannien, auf den Azoren, Kapverden, in Südafrika, in Australien, Neuseeland, Hawaii, Mikronesien, in Mittel- und Südamerika ist er ein Neophyt. Auf den Kanarischen Inseln ist die Ursprünglichkeit zweifelhaft.
Er gedeiht am besten auf mäßig trockenen, nährstoff- und basenreichen, milden bis mäßig sauren Lehm- oder Lößböden in wintermild-humider Klimalage. Man findet ihn in Gesellschaften der Verbände Sisymbrion, Onopordion oder der Ordnung Brometalia.
Die ökologischen Zeigerwerte nach Landolt et al. 2010 sind in der Schweiz: Feuchtezahl F = 2+ (frisch), Lichtzahl L = 4 (hell), Reaktionszahl R = 4 (neutral bis basisch), Temperaturzahl T = 5 (sehr warm-kollin), Nährstoffzahl N = 3 (mäßig nährstoffarm bis mäßig nährstoffreich), Kontinentalitätszahl K = 3 (subozeanisch bis subkontinental), Salztoleranz = 1 (tolerant).

## Taxonomie und Systematik
Die gültige Erstbeschreibung in der Gattung Foeniculum erfolgte 1768 durch Philip Miller in The Gardeners Dictionary.

Es gibt zahlreiche wissenschaftliche Synonyme: Anethum dulce DC., Anethum foeniculum L., Anethum minus Gouan, Anethum panmori Roxb., Anethum panmorium Roxb. ex Fleming, Anethum piperitum Ucria, Anethum rupestre Salisb., Foeniculum azoricum Mill., Foeniculum capillaceum Gilib. (nom. inval.), Foeniculum divaricatum Griseb., Foeniculum dulce Mill., Foeniculum foeniculum (L.) H. Karst. (nom. inval.), Foeniculum giganteum Lojac., Foeniculum officinale All., Foeniculum panmorium (Roxb.) DC., Foeniculum rigidum Brot. ex Steud., Foeniculum scoparium Quézel, Foeniculum vulgare var. sativum C. Presl, Foeniculum vulgare subsp. sativum (C. Presl) Janch. ex Holub, Ligusticum foeniculum (L.) Crantz, Meum foeniculum (L.) Spreng., Meum piperitum Schult., Ozodia foeniculacea Wight & Arn., Selinum foeniculum (L.) E.H.L. Krause, Seseli dulce Koso-Pol., Seseli foeniculum (L.) Koso-Pol., Seseli piperitum Koso-Pol. sowie Tenoria romana Schkuhr ex Spreng.

### Varietäten
Vom Echten Fenchel oder Garten-Fenchel gibt es drei Varietäten: Die Varietäten unterscheiden sich in ihrer Verwendung und im Wuchs.
- Gemüsefenchel, Knollen- oder Zwiebelfenchel (Foeniculum vulgare Mill. var. azoricum (Mill.) Thell.)
- Gewürzfenchel oder Süßfenchel (Foeniculum vulgare var. dulce (Mill.) Thell.)
- Wilder Fenchel oder Bitterfenchel (Foeniculum vulgare var. vulgare)

### Verwandte Arten
In der Gattung Foeniculum werden mehrere Arten unterschieden:
- Pfeffer-Fenchel (Foeniculum piperitum (Ucria) C.Presl, Syn.: Anethum piperitum Ucria, Foeniculum vulgare subsp. piperitum (Ucria) Cout.): Sie kommt in Marokko, Spanien, Italien, Sizilien, im Gebiet von Syrien und Libanon und im Gebiet von Israel und Jordanien vor. Bei dieser Art sind die Dolden nur 4- bis 10- (bis 12-) strahlig.[1] Nach Euro+Med ist sie ein Synonym von Foeniculum vulgare Mill.
- Foeniculum sanguineum Triano & A.Pujadas: Sie wurde 2015 neu beschrieben und kommt in Marokko und in Spanien vor.[9][4]
- Foeniculum scoparium Quézel: Sie kommt im Tschad im Tibesti-Gebirge vor.[9]
- Foeniculum subinodorum Maire, Weiller & Wilczek: Sie kommt in Marokko vor.[9]
- Foeniculum vulgare Mill.

## Anbau und Ernte
Fenchel ist eine alte, ursprünglich mediterrane Kulturpflanze, die in Mitteleuropa gelegentlich verwildert. Sie benötigt einen wärmebegünstigten Standort mit mäßig trockenem, nährstoff- und basenreichem Lehm- oder Lössboden. Beispielsweise werden Schuttunkrautgesellschaften, halbruderale Magerrasen und Weinbergsränder besiedelt.
Die Aussaat erfolgt Anfang Juli. Wird er verfrüht ausgesät, so bildet er keine Knollen, sondern wächst weiter und erzeugt Blüten und Samen. Wichtig ist eine ausreichende Bodenfeuchte. Der Abstand zwischen den einzelnen Pflanzen sollte 20 bis 25 cm betragen. Sobald die Pflanze die Größe einer Zwiebel erreicht, sollte Erde angehäufelt werden. Dies fördert die Knollenbildung; wichtig ist auch ausreichendes Gießen.

## Krankheiten und Schädlinge
Pilz-Krankheiten: Cercosporidium-Flecken (Cercosporidium punctum), Echter Mehltau (Erysiphe umbelliferarum), Phytophthora syringae, Sclerotinia-Fäule (Sclerotinia minor und Sclerotinia sclerotiorum).
Schädlinge: Blattläuse, Nematoden, Schnecken, Thripse.
Viren: Bedeutende sind nicht bekannt. Fenchel wird jedoch als Pflanze in Versuchen oft als Wirt für Tests mit Viren verwendet.
Bakterien: Erwinia-Fäule (Erwinia carotovora) und Pseudomonas-Fäule (Pseudomonas syringae).
Physiologische Schäden: Randen (braune Ränder) der verdickten Blätter, Frost, Schossen (vorzeitige Blütenbildung).

## Verwendung in der Küche

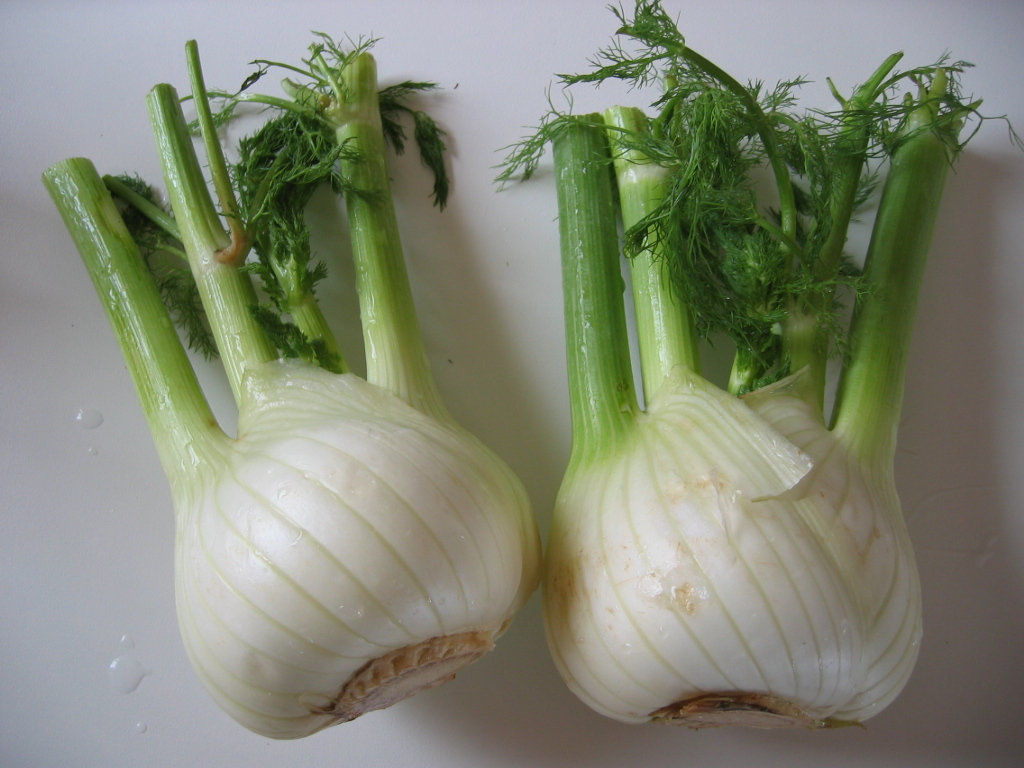
Fenchelknollen

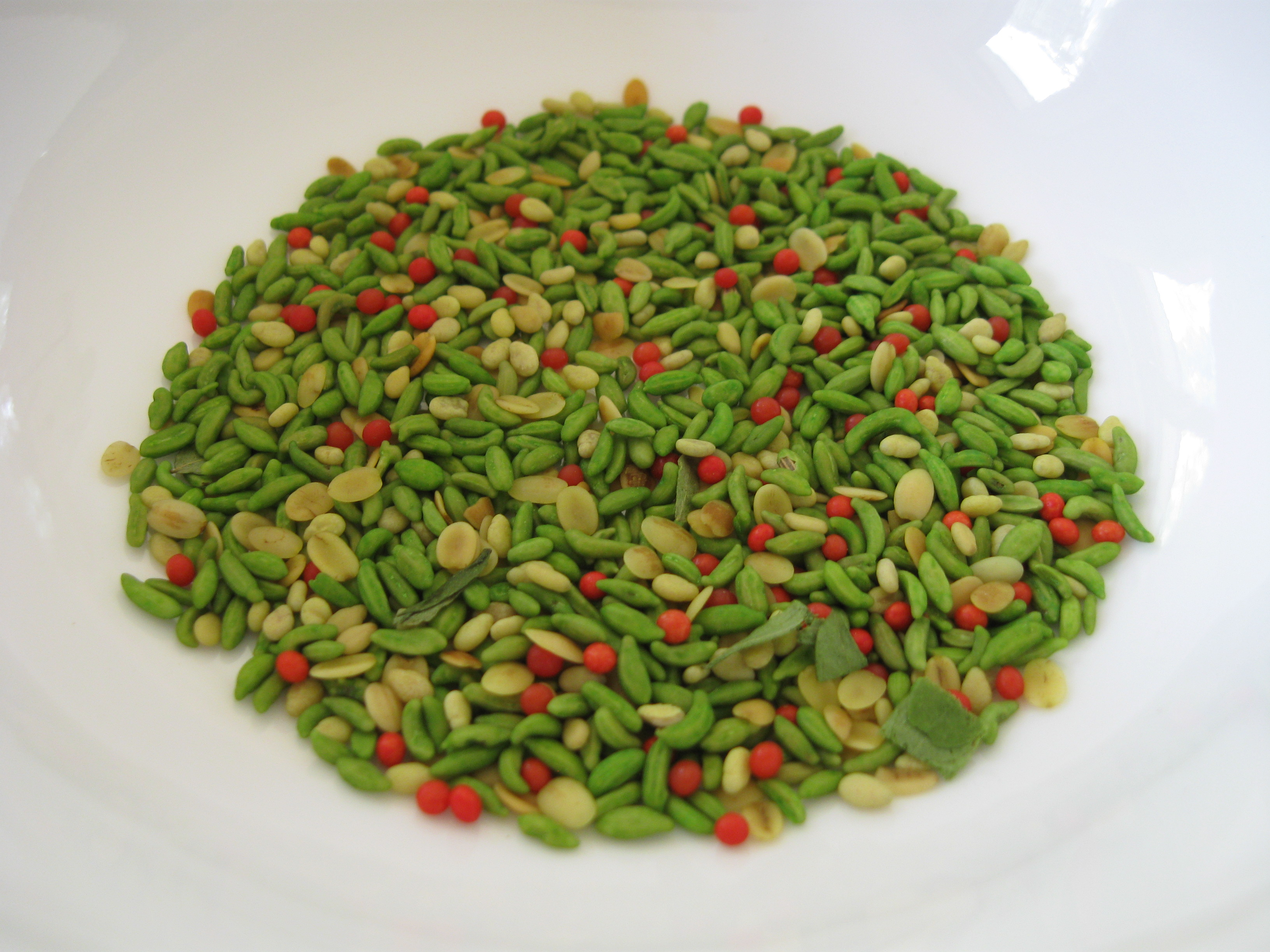
Mukhwas: Fenchelsamen in einer indischen Gewürzmischung

Vom Fenchel können die Blätter, die Stängel, die (verdickte) Stängelbasis (Fenchelknollen), die Früchte und die Blüten als Gemüse, Salat und/oder als Gewürz genutzt werden.

### Knollen, Stängel und Blätter
Weit verbreitet ist heute die Nutzung der Knollen des Gemüsefenchels, die roh in Salaten oder gedünstet in Gemüsegerichten, z. B. als Beilage zu Fischgerichten, verwendet werden können. Fein gehackte Fenchelblätter nimmt man in geringer Menge zum Würzen von Suppen, Salaten, Mayonnaisen und für die „Sauce vinaigrette“.
Fenchel gehört traditionsgemäß zu Fisch. Gegrillter Seebarsch und Rote Seebarbe werden auf getrocknetem Fenchel flambiert. Er wird Saucen und Hackfleisch beigemischt.
Knollenfenchel wird am besten bei 0 bis 5 °C und einer Luftfeuchte von 90 bis 95 % zum Beispiel im Gemüsefach des Kühlschranks gelagert.

### Früchte
Die getrockneten, reifen Früchte des Fenchels, die fälschlicherweise auch als „Fenchelsamen“ bezeichnet werden, sind ein dem Anis vergleichbares Gewürz. Diese können in Schwarzbrot mitgebacken werden. Die Genfer Longeole wird traditionell mit Fenchelfrüchten aromatisiert. Der aus den getrockneten Früchten des Fenchels hergestellte Fencheltee gehört nach Pfefferminz- und Kamillentee zu den meistgeschätzten Kräutertees. Dieser wirkt beruhigend bei Magen- und Darmbeschwerden, wie beispielsweise Völlegefühl. Oft wird er als Mischung in Kombination mit Anis und/oder Kümmel angeboten.
Auch in der indischen Küche sind Fenchelsamen sehr beliebt und verbreitet. Sie sind Bestandteil von Gewürzmischungen (Panch Phoron) und werden häufig nach dem Essen – sowohl mit als auch ohne Zuckerummantelung – in Form von Gewürzmischungen (Mukhwas) als Munderfrischer gegessen.

### Pollen
Auch der Pollen des Fenchels kann als Gewürz verwendet werden, er ist sehr aromatisch und schmeckt süß. Aufgrund der aufwändigen Produktion ist das Gewürz vergleichsweise teuer, zudem wird der Pollen nur in geringen Mengen geerntet. Fenchelpollen werden auch als „Gewürz der Engel“ bezeichnet.
Fenchel findet darüber hinaus auch in einigen Spirituosen Verwendung. Häufig dient er dabei zur geschmacklichen Abrundung eines Getränkes, das als einen der Hauptbestandteile Anis (oder Sternanis) enthält, z. B. Absinth, Pastis oder Herbes.

## Verwendung als Heilpflanze

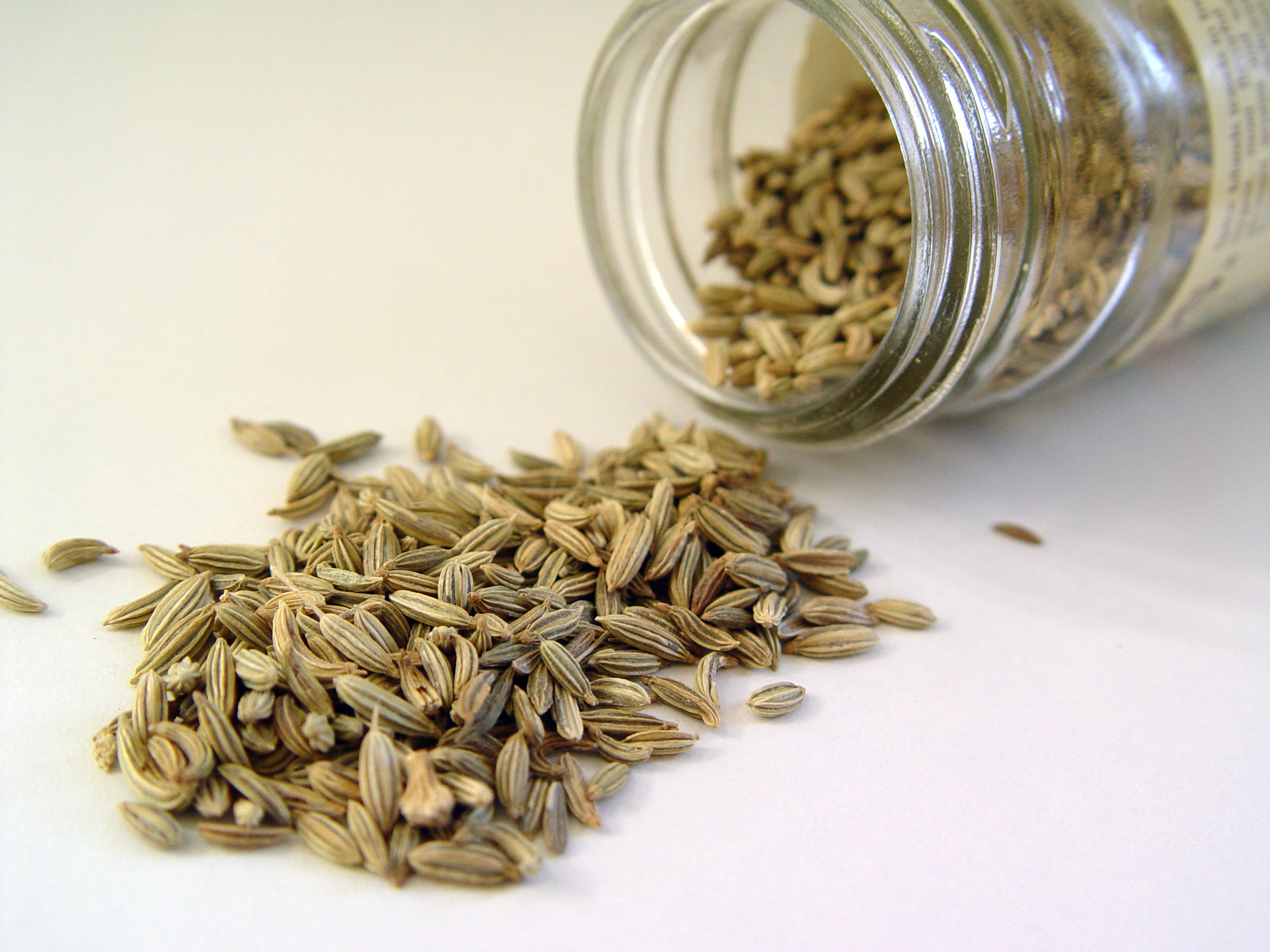
Fenchelfrüchte

Medizinisch werden vom Fenchel heute hauptsächlich die getrockneten, reifen Früchte aber auch das aus ihnen durch Wasserdampfdestillation gewonnene ätherische Öl, das sogenannte Fenchelöl genutzt. Dabei unterscheidet man zwischen Bitterem Fenchel (Foeniculi amari fructus) und Süßem Fenchel (Foeniculi dulcis fructus). 
Unter Bitterem Fenchel versteht man hierbei die getrockneten ganzen und Teilfrüchte von Foeniculum vulgare ssp. vulgare var. vulgare mit einem Gehalt an ätherischem Öl von mindestens 40 ml pro kg, wobei dieses einen Gehalt an Anethol von mindestens 60 % und eine Gehalt an Fenchon von mindestens 15 % besitzen muss. 
Unter Süßem Fenchel versteht man die getrockneten ganzen und Teilfrüchte von Foeniculum vulgare ssp. vulgare var. dulce mit einem Gehalt an ätherischem Öl von mindestens 20 ml pro kg, wobei dieses einen Gehalt an Anethol von mindestens 80 % besitzen muss.
Auch das Fenchelöl wird ausgehend von den beiden Varietäten hergestellt. Medizinisch werden meist die Früchte und das aus ihnen gewonnene ätherische Öl des Bitteren Fenchels genutzt. So ist (von den Apotheken) nach dem Deutschen Arzneibuch bei Verordnung von Fenchel die Varietät des Bitteren Fenchels abzugeben.
Hauptanwendungsgebiete des (Bitteren) Fenchels sind Verdauungsstörungen (dyseptische Beschwerden), wie leichte, krampfartige Magen-Darm-Beschwerden, Völlegefühl und Blähungen sowie Katarrhe der oberen Luftwege. Die Wirkung der Früchte des Bitteren Fenchels, bestehend aus den getrockneten, reifen Früchten von Foeniculum vulgare Miller var. vulgare (Miller) Thellung, sowie die von dessen Zubereitungen in wirksamer Dosierung, bei den oben genannten Indikationen wurde 1991 von der Kommission E positiv bewertet.
In Hinblick auf die Anwendung bei Verdauungsstörungen wirkt (Bitterer) Fenchel blähungshemmend, krampflösend, antimikrobiell und entzündungshemmend. Zudem fördert er die Magensekretion und die Magen-Darm-Motilität. In Hinblick auf die Anwendung bei Katarrhen der oberen Luftwege wirkt er schleimlösend, durch die Erhöhung der Aktivität der Flimmerhärchen auswurffördernd, krampflösend und keimhemmend im Bronchialbereich.
Weitere Anwendungsgebiete sind die Anregung des Appetits, die Nutzung als Geschmackskorrigens, die Förderung der Milchbildung, die Nutzung bei menstruationsbedingten Krämpfen und die äußerliche Anwendung als Augenwasser (Dekokt) bei Ermüdungserscheinungen des Auges und bei funktionellen Sehstörungen.
Schon Hippokrates empfahl Fenchel. Bei Theophrast und Dioskurides hieß er „marathron“ (lateinisch marathrum, woraus im Mittelalter maratrum wurde), bei Columella und Plinius foeniculum (später auch feniculum geschrieben und im Mittelalter auch feniculus geschrieben). Nach Dioskurides helfen Kraut und Früchte der Milchsekretion, die Blütenstängel abgekocht Blase und Nieren, mit Wein auch bei Schlangenbiss. Bei Husten wurde die zerstoßene Wurzel eingesetzt.
Kräuterbücher des Mittelalters erwähnen den humoralpathologisch als trocken und heiß geltenden Fenchel oft. Hildegard von Bingen kennt Fenchel zur Schleimlösung, Hieronymus Bock schrieb: Die Samen gesotten (gekocht) vertreibt die unnatürliche Hitz des Magens (Sodbrennen), hilft gegen Schlangenbiss und treibt aus andere Gifte. Nach von Haller wirkt er magen- und darmstärkend, erwärmend, windzerteilend, diuretisch, galaktagog und augenstärkend und soll bei Bauchweh, Kolik, Magenkrämpfen, Husten und anderen Brustaffektionen helfen. Die Volksmedizin kennt ihn vor allem als Mittel bei Blähungen kleiner Kinder und Bronchialkatarrh. In China nimmt man Fenchelsamen als Huai-hsiang gegen Dyspepsie, Cholerine, Nierenleiden und Schlangenbiss.

## Inhaltsstoffe
Fenchel enthält ätherisches Öl (Bestandteile in der Frucht: trans-Anethol, Fenchon, α-Pinen, Camphen, Myrcen, α- und β-Phellandren, α-Terpinen, cis-Anethol, Limonen, Terpinolen, Estragol, p-Cymol; im Kraut: α-Phellandren, α-Pinen, cis-Anethol, Myristicin, α-Terpinen, Limonen; in der Wurzel: Dillapiol, Myrcen, α- und β-Pinen, α- und β-Phellandren, α- und β-Terpinen, Myristicin, cis-Ocimen, Anethol), Kieselsäure, Mineralsalze, Stärke, Vitamin A, B und C. Der Vitamin-C-Gehalt der frischen Pflanze (Blätter) pro 100 g Frischegewicht beträgt 247,3 mg. Fenchelhonig wird als traditionelles Hausmittel bei Erkältungen und bei Störungen des Magen-Darm-Traktes eingesetzt.
|                                          | Wasser | Kalium | Calcium | Magnesium | Vitamin C       | Folsäure | Energiewert      |
| ---------------------------------------- | ------ | ------ | ------- | --------- | --------------- | -------- | ---------------- |
| Inhaltsstoffe in 100 g Fenchel (roh)     | 86 g   | 494 mg | 109 mg  | 49 mg     | 93 mg vgl. Text | 100 µg   | 101 kJ (24 kcal) |
| Prozent der empfohlenen Tagesdosis (RDA) | –      | 24,7 % | 13,6 %  | 13,1 %    | 116,3 %         | 50 %     | –                |

In Fencheltee können – wie in anderen teeähnlichen Erzeugnissen auch – die Stoffe Methyleugenol und Estragol nachgewiesen werden. Tierversuche haben gezeigt, dass von diesen beiden Stoffen ein Krebsrisiko ausgeht, weswegen das Bundesinstitut für Risikobewertung eine Empfehlung verfasst hat, dass die Konzentration der beiden Stoffe so gering wie möglich sein sollte. Dieser Empfehlung hat sich auch der Wissenschaftliche Lebensmittelausschuss der EU sowie die Europäische Arzneimittel-Agentur angeschlossen. Die Situation ist insbesondere deshalb problematisch, weil Fencheltee oft von Schwangeren, Säuglingen und Kleinkindern in nicht geringen Mengen konsumiert wird. Der Estragol-Gehalt schwankt außerdem insbesondere bei Teezubereitungen stark. Ein auf diese EU-Empfehlung sich beziehende Studie, die anstatt reinem Estragol Fenchel-Extrakte verwendete, konnte bei Zellversuchen vorerst keine schädigenden Wirkungen feststellen, weshalb sie die Hypothese aufstellte, "dass Genotoxizität erheblich reduziert oder sogar aufgehoben werden kann, wenn Estragol als Teil von komplexen Kräutermischungen verabreicht wird."

## Geschichte
Die Hethiter verwendeten Fenchel (ZÁ.AḪ.LI oder marašanha) in einem Ritual, in dem zerstörte feindliche Städte verflucht wurden.

### Historische Quellen
- Antike – Spätantike: Dioskurides 1. Jh.[34] --- Plinius 1. Jh.[35] --- Galen 2. Jh.[36] --- Pseudo-Apuleius 4. Jh.[37]
- Arabisches Mittelalter:  Avicenna 11. Jh.[38] --- Konstantin 11. Jh.[39] --- Circa instans 12. Jh.[40] --- Pseudo-Serapion 13. Jh.[41]
- Lateinisches Mittelalter:  Walahfrid Strabo 9. Jh.[42] --- Pseudo-Macer 11. Jh.[43] --- Deutscher Macer 13. Jh.[44] --- Hildegard von Bingen 12. Jh.[45] --- Pseudo-Arnaldus de Villanova 13. – 14. Jh.[46] --- Gabriel von Lebenstein 14. – 15. Jh.[47] --- Konrad von Megenberg 14. Jh.[48] --- Michael Puff 15. Jh.[49] --- Nikolaus Frauenlob 15. Jh.[50] --- Herbarius Moguntinus 1484[51] --- Gart der Gesundheit 1485[52] ---Hortus sanitatis 1491[53] --- Hieronymus Brunschwig 1500[54]
- Neuzeit:  Paracelsus ca. 1530[55] --- Otto Brunfels 1532[56] --- Hieronymus Bock 1539[57] --- Leonhart Fuchs 1543[58] --- Gessner 1583[59] --- Mattioli / Handsch / Camerarius 1586[60] --- Nicolas Lémery 1699/1721[61] --- Onomatologia medica completa 1755[62] --- William Cullen 1789/90[63] --- Jean-Louis Alibert 1805/05[64] --- Hecker 1814/15[65] --- Philipp Lorenz Geiger 1830[66] --- Pereira / Buchheim 1846/48[67] --- August Husemann / Theodor Husemann 1871[68] --- Theodor Husemann 1883[69] --- Wolfgang Schneider 1974[70]

### Historische Abbildungen

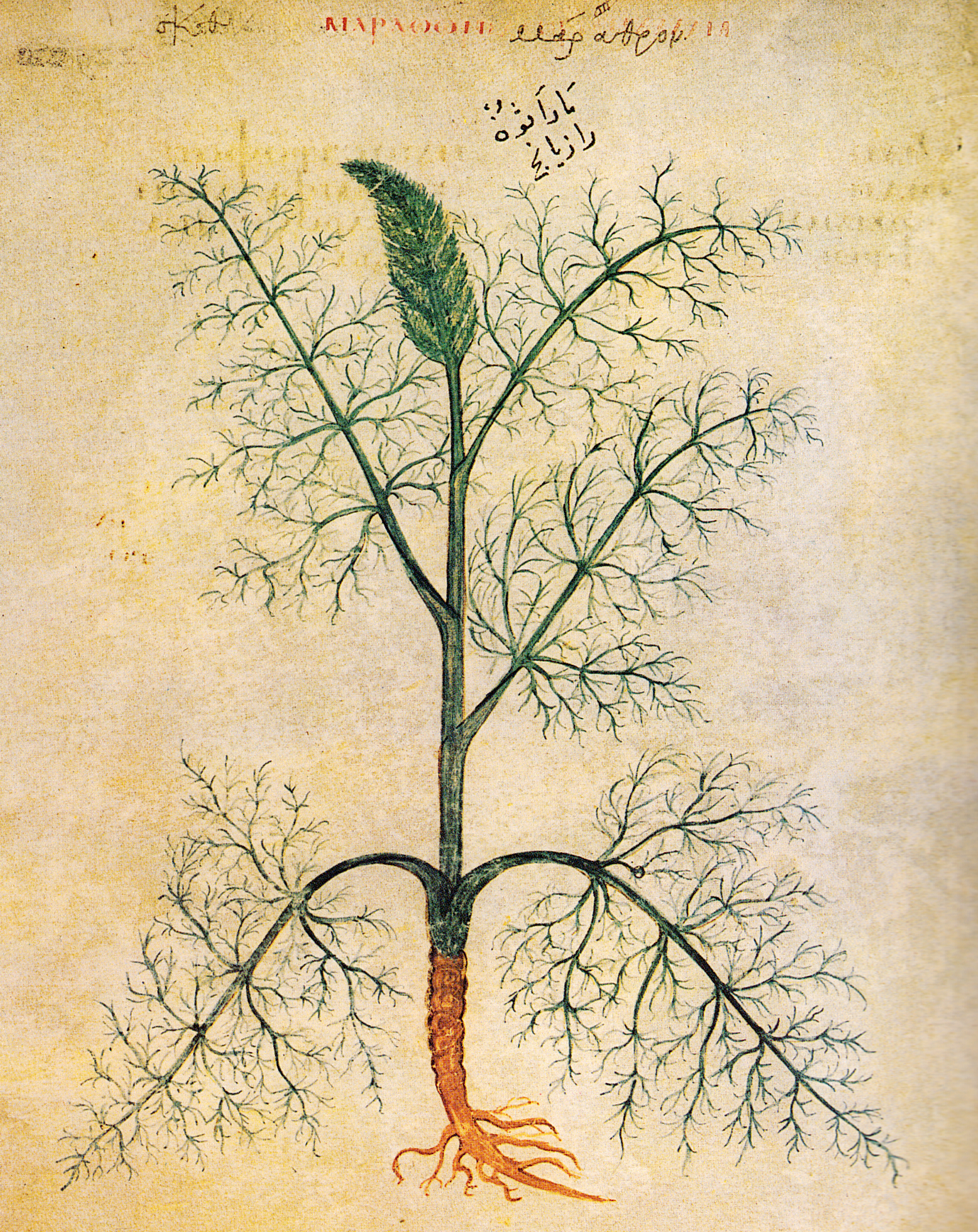
Wiener Dioskurides 6. Jahrhundert
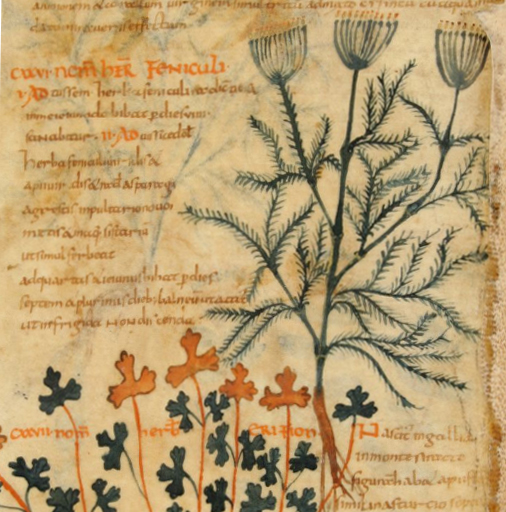
Pseudo-Apuleius Kassel 9. Jahrhundert
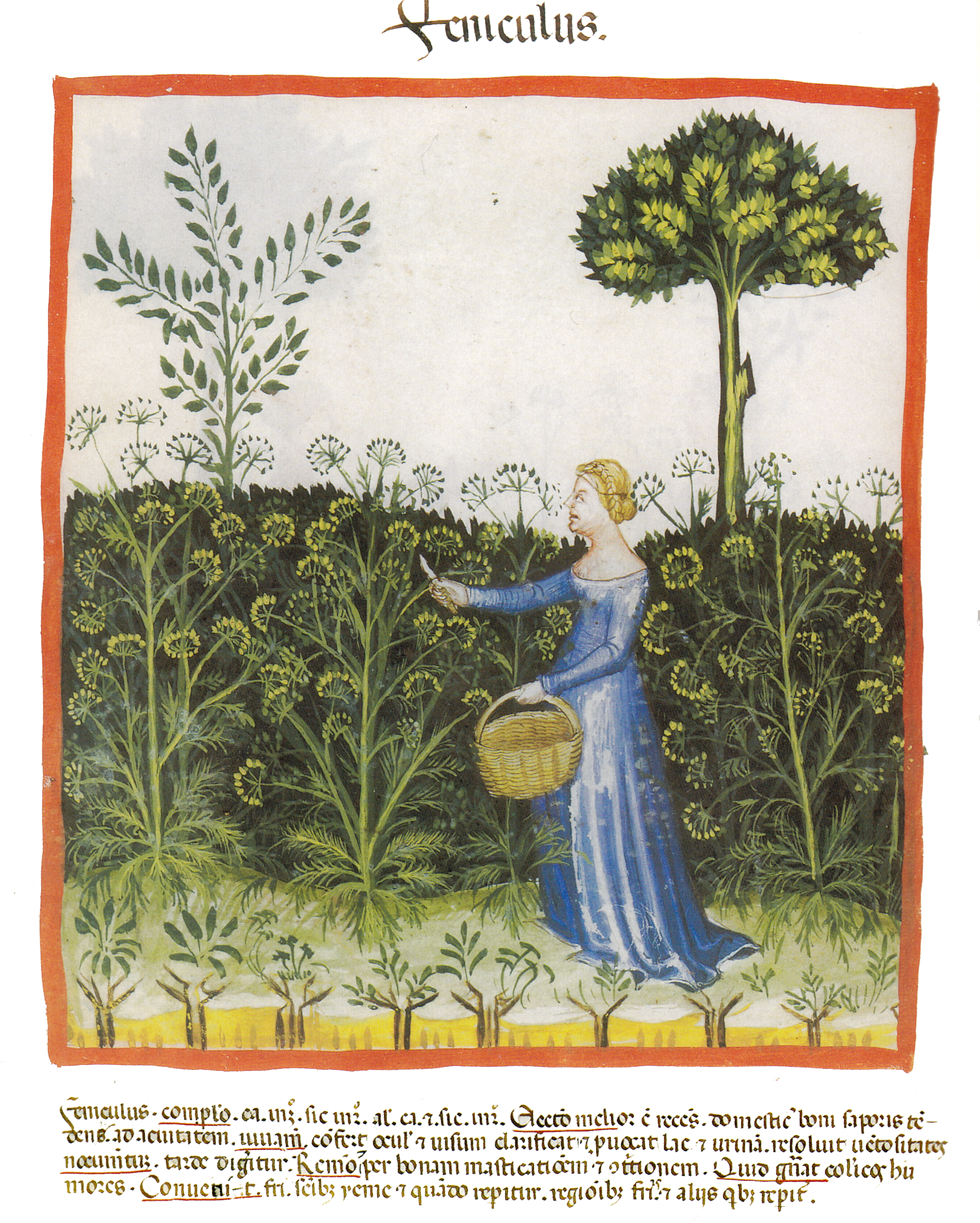
Tacuinum sanitatis (Ibn Butlan) 14. Jh.
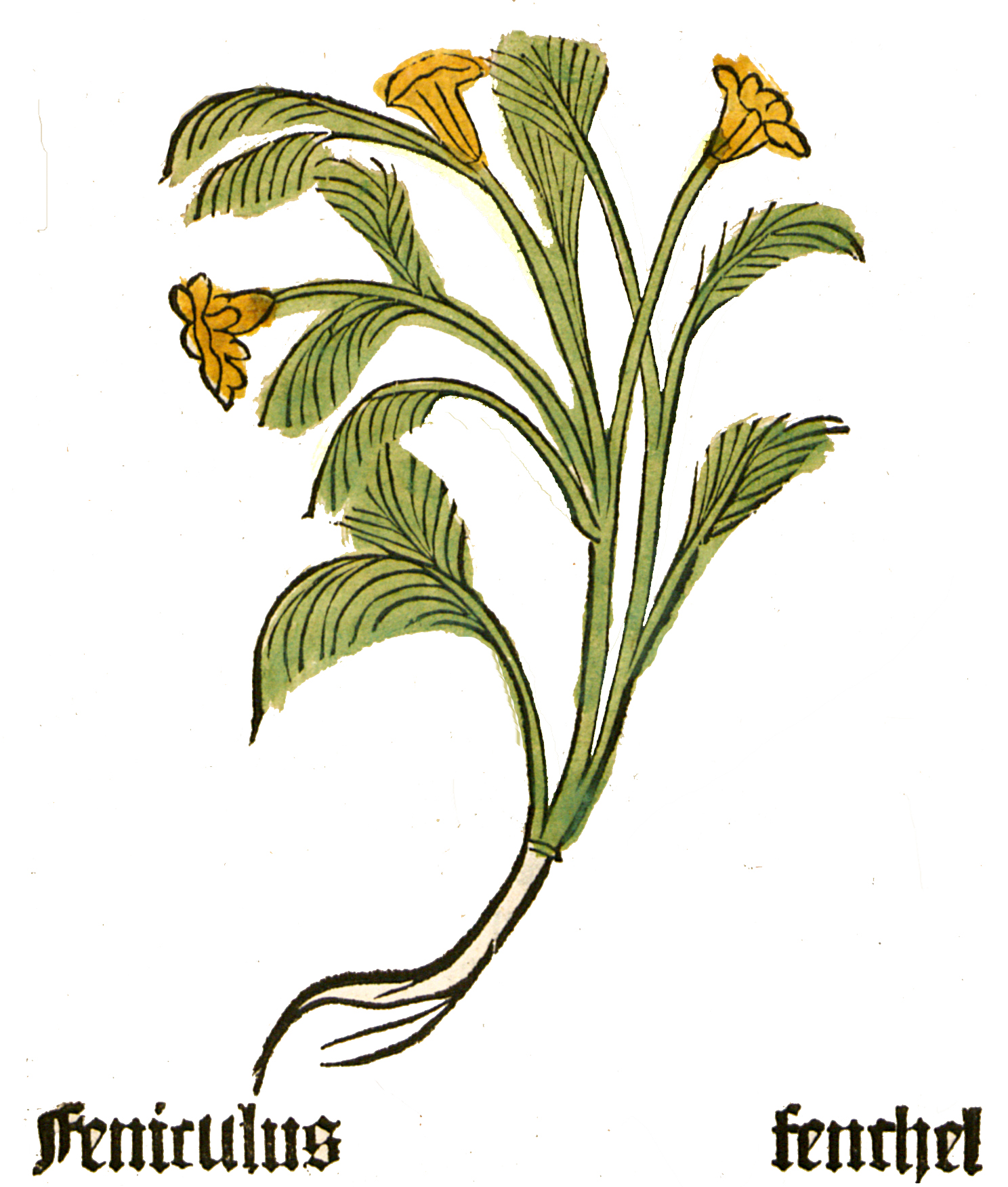
Herbarius Moguntinus 1484
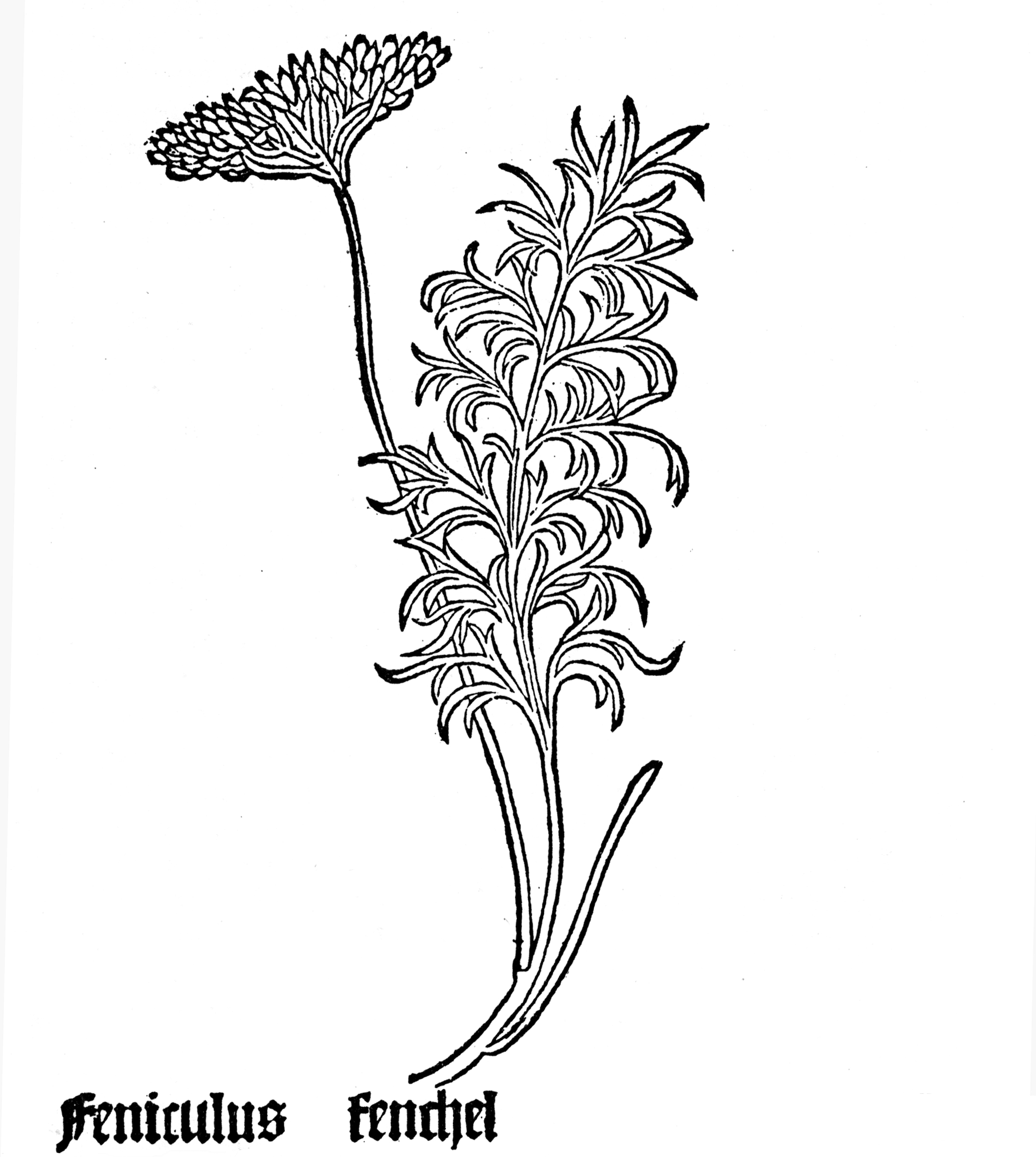
Gart der Gesundheit 1485
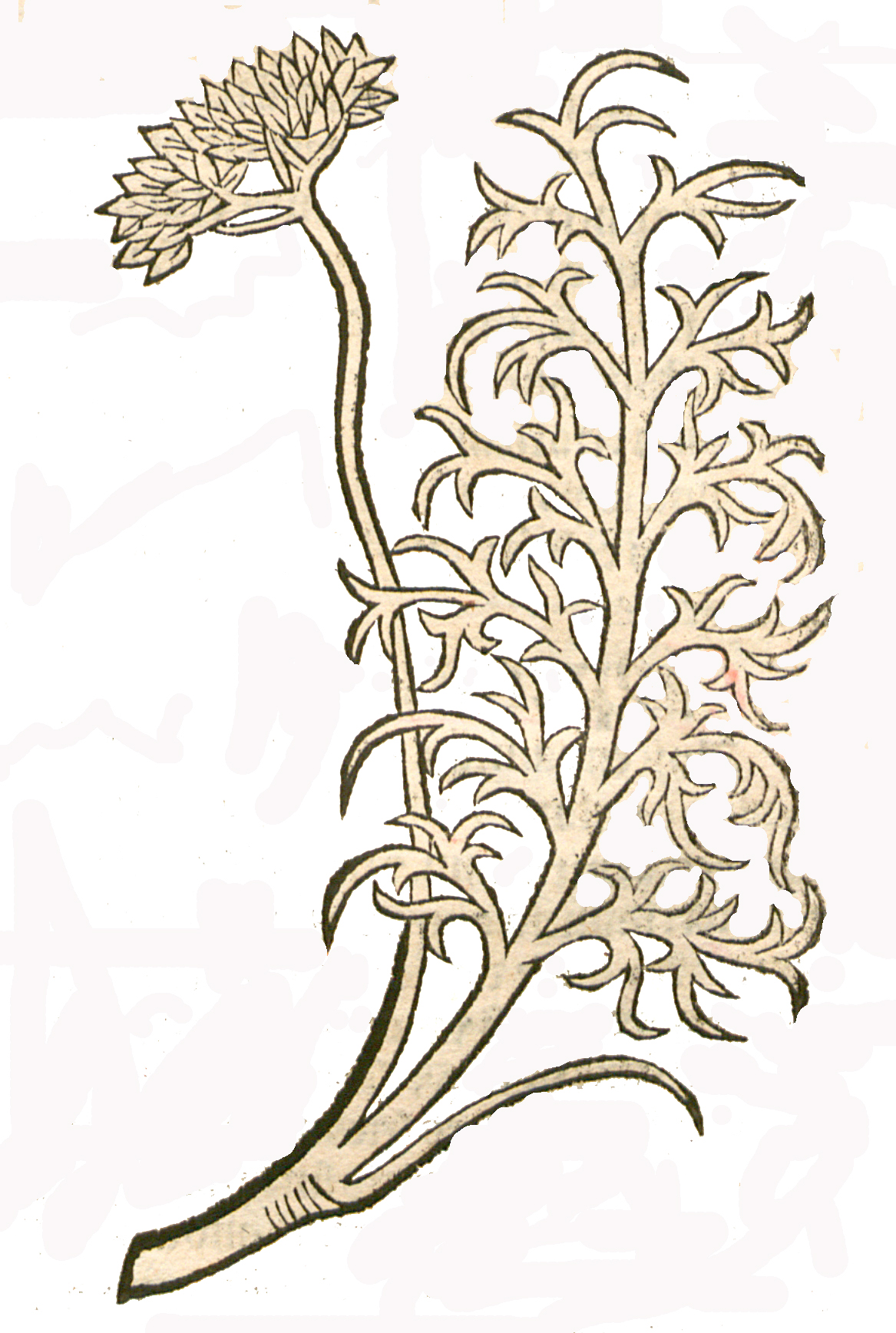
Hortus sanitatis 1491
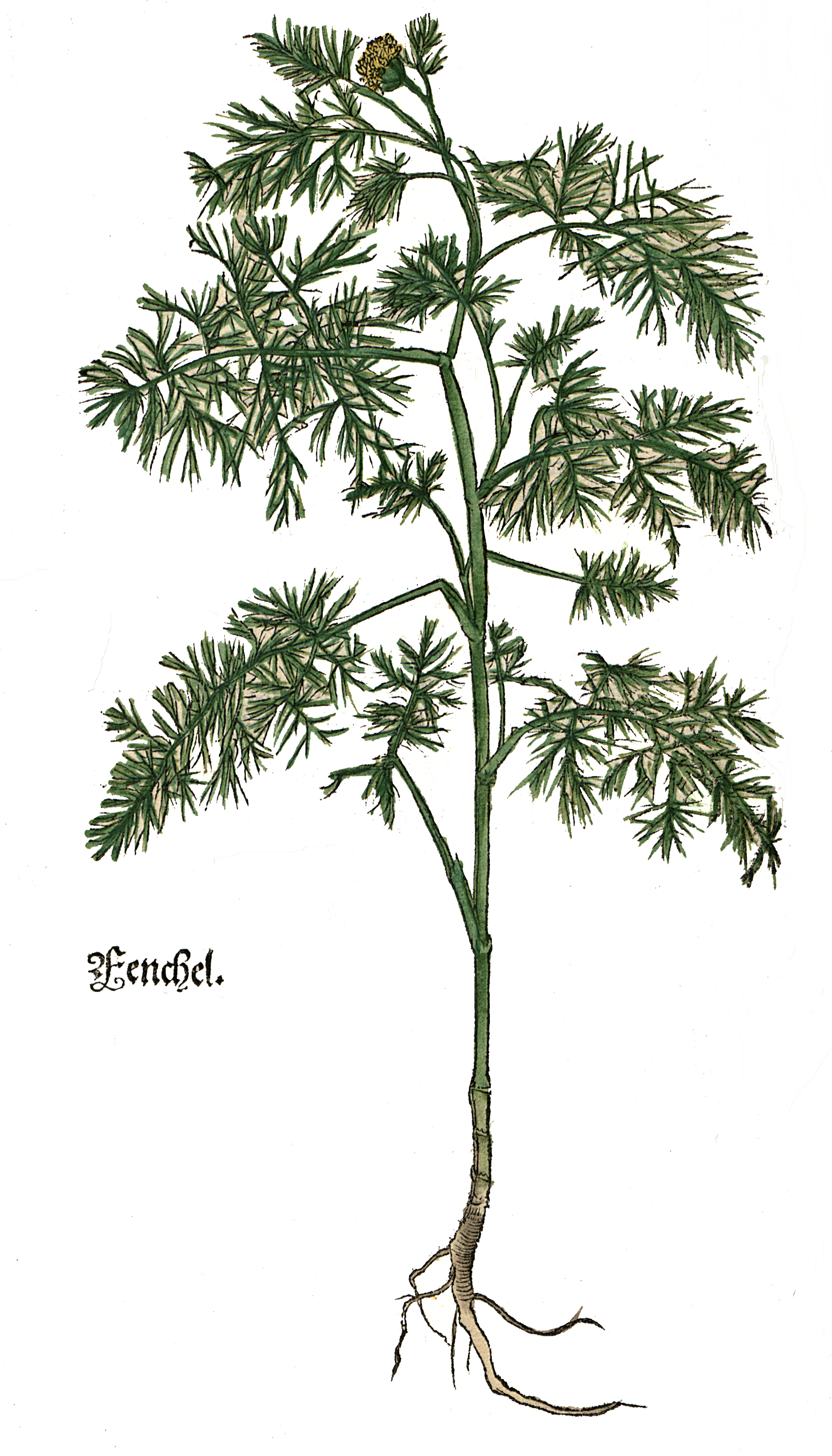
Otto Brunfels 1532
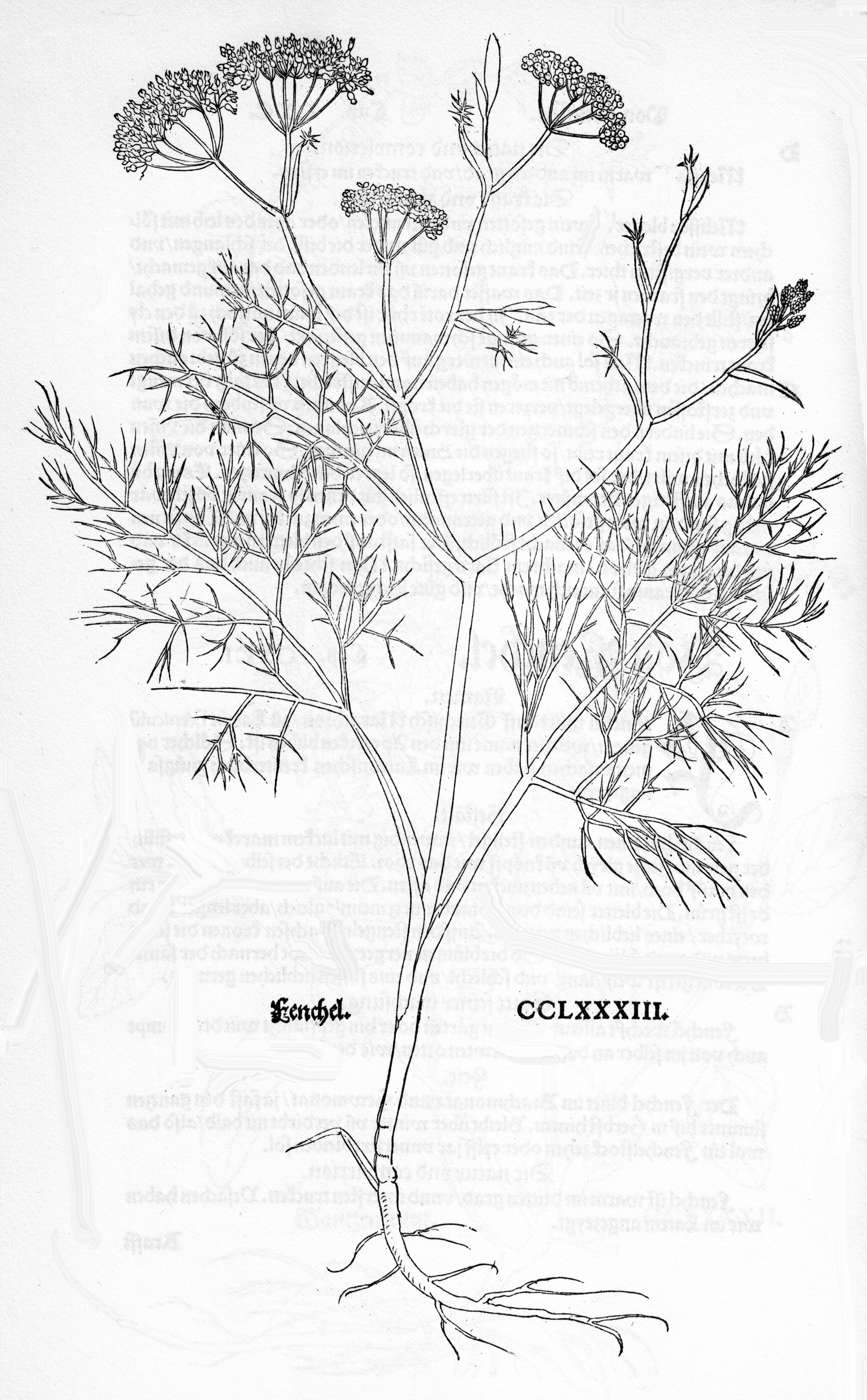
Leonhart Fuchs 1543
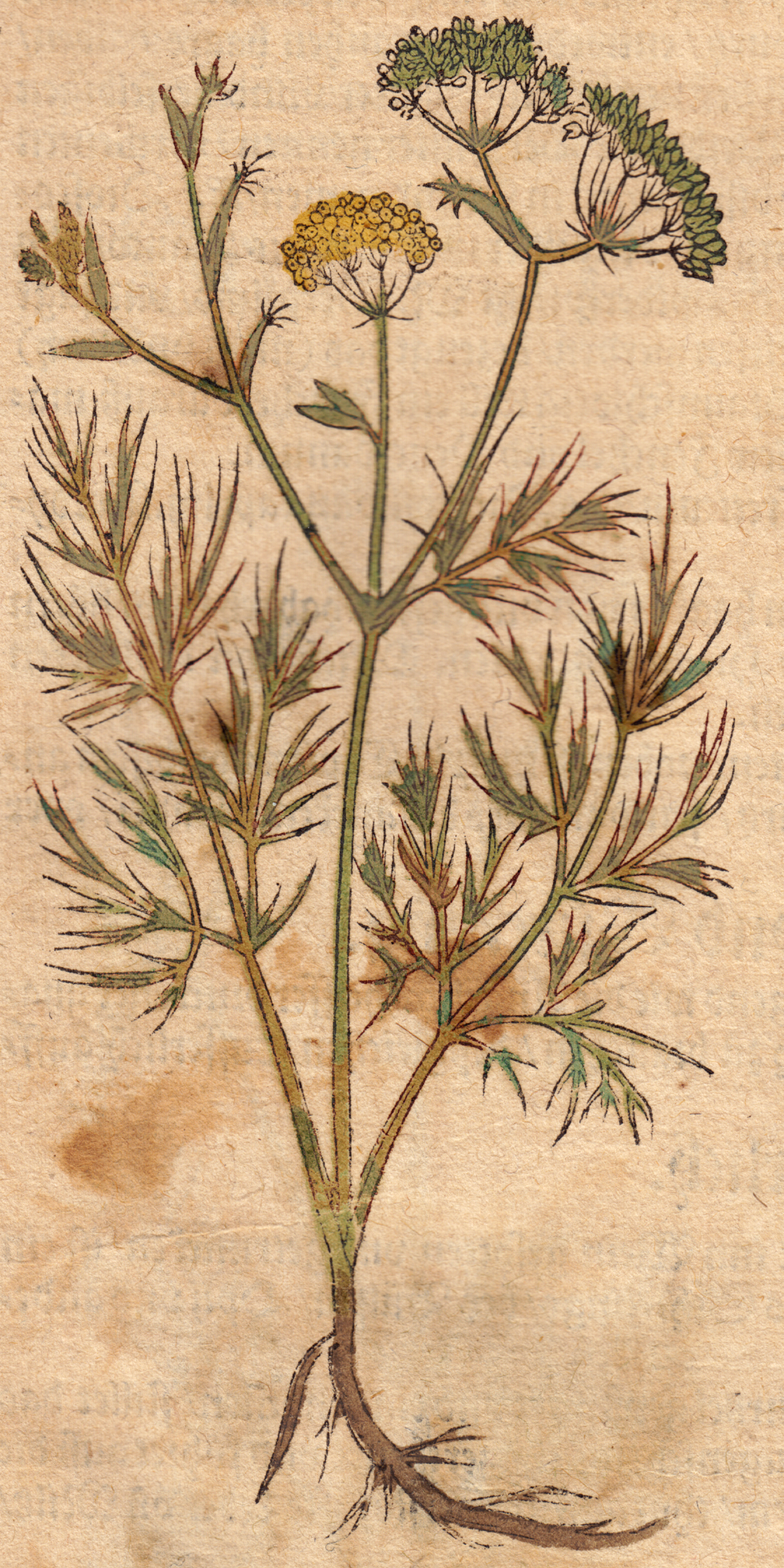
Hieronymus Bock 1546
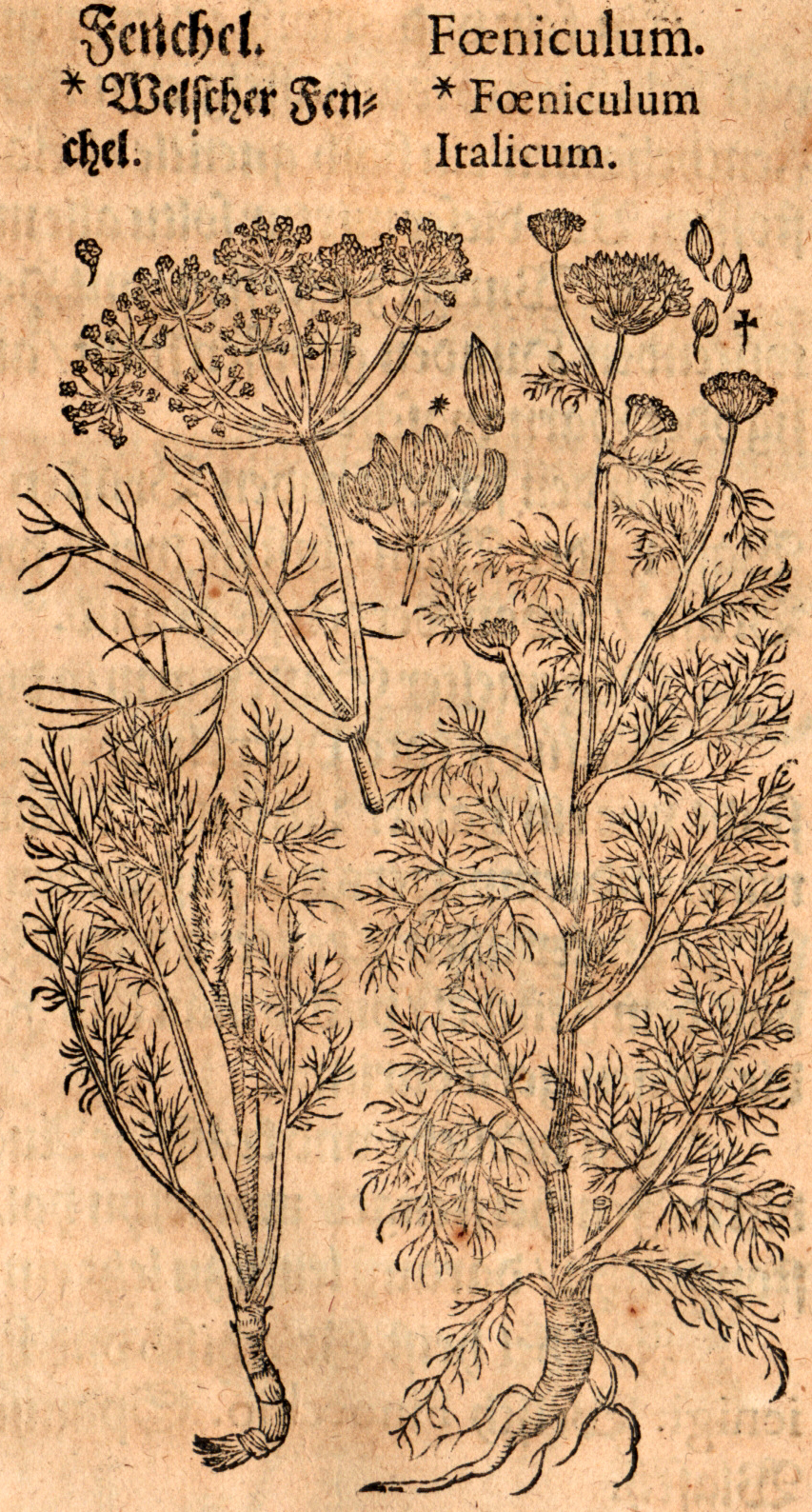
Mattioli / Handsch / Camerarius 1586

## Trivialnamen
Für den Fenchel (mittelhochdeutsch unter anderem vënchel) bestehen bzw. bestanden auch die weiteren deutschsprachigen Trivialnamen: Brodsamen (Augsburg), Enis (St. Gallen), Femis (Augsburg), Fenchil (althochdeutsch), Fenckel (mittelhochdeutsch), Fencol (mittelhochdeutsch), Fengel (mittelhochdeutsch), Fenichal (mittelhochdeutsch), Fenikraut (mittelhochdeutsch), Fenichil (althochdeutsch), Fenikl (Österreich), Fenis (Memmingen), Femkel (mittelhochdeutsch), Fenkel (Bern), Fenköl (Holstein, Unterweser), Fennchal, Finchel (Siebenbürgen), Finechel, Frauenfenchel, Phenchel (mittelniederdeutsch), Vencol (mittelniederdeutsch), Venecol (mittelniederdeutsch), Venekol (mittelniederdeutsch), Venekolt (mittelniederdeutsch), Venichel, Venkel (mittelniederdeutsch), Vinkel und Wenchil (mittelniederdeutsch).